# Bramley (Surrey)
Bramley – wieś w Anglii, w hrabstwie Surrey, w dystrykcie Waverley. Leży 46 km na południowy zachód od centrum Londynu. Miejscowość liczy 3341 mieszkańców.